# Dusona longigena
Dusona longigena là một loài tò vò trong họ Ichneumonidae.